# Orias
Orias ( o Oriax) è un demone con il titolo di marchese degli inferi.
Concede onori, tramuta gli uomini e la loro forma se gli viene chiesto, ed insegna l'astrologia. Ha la capacità di tramutare la struttura e l'apparenza della materia, se gli è richiesto.
Viene soprannominato "Demone degli indovini", perché può insegnare ogni tipo di arte divinatoria a chi lo evoca, e concede onori ai maghi.
Tuttavia il suo potere più grande è quella della suggestione, dell'ipnosi e dell'autoipnosi. Conosce il segreto degli astri e dell'astrologia. Non si è certi sulla vera forma del demone, dato il suo potere di suggestionare gli evocatori, ma molti demonologi dicono sia solito apparire come un leone con la parte inferiore del corpo di serpente, o viceversa. Comanda trenta legioni di demoni.
Viene identificato dai demonologi con il dio egizio Osiride

## Pseudomonarchia Daemonum
Di lui scrive Johann Weyer nella sua opera:
Latino
"Orias Marchio magnus, visitur ut leo, in equo fortissimo equitans, cauda serpentina: in dextera portat duos grandes serpentes etiam exibilantes. Callet planetarum mansiones, & vires sidereas perfecte docet. Transmutat homines: confert dignitates, prælaturas & confirmationes: Item amicorum & hostium favorem. Præsidet legionibus triginta."
Italiano
"Orias è un grande marchese, ed appare come un leone che cavalca un fortissimo cavallo, con una coda di serpente: nella mano destra stringe due serpenti grandi e sibilanti. Egli conosce le sedi dei pianeti ed insegna perfettamente la virtù  degli astri. Trasforma gli uomini: conferisce onori, cariche, e conferme: ed anche il favore di amici e nemici: Ha sotto il suo comando trenta legioni."